# Charlie og chokoladefabrikken (roman)
 For alternative betydninger, se Charlie og chokoladefabrikken. (Se også artikler, som begynder med Charlie og chokoladefabrikken)
Charlie og chokoladefabrikken (Charlie and the Chocolate Factory) er en britisk roman skrevet af Roald Dahl i 1964. Fortællingen om drengen Charlie Bucket i chokoladefabrikken ejet af den excentriske Willy Wonka regnes som en af de bedste børnebøger fra det 20. århundrede[kilde mangler]. Romanen er filmatiseret tre gange; i 1971 med Gene Wilder, i 2005 med Johnny Depp i rollen som Willy Wonka og i 2023 med titlen Wonka, hvor Timothée Chalamet har hovedrollen.
Satire-komediefilmen Epic Movie fra 2007 gjorde nar af fortællingen, med Crispin Glover i rollen som Willy Wonka.
Bogen handler om en lille fattig dreng, Charlie, der ved et lykketræf finder en gylden billet, der giver adgang til en rundtur på den største og vildeste slikfabrik. Ejeren er Willy Wonka, som havde haft en slem barndom. Wonka har altid elsket chokolade, men efter han åbnede fabrikken, blev de andre slikhandlere jaloux og stjal hans opskrifter. Wonka måtte derfor lukke fabrikken. Men det er længe siden, og nu kører fabrikken igen. Der er dog ingen arbejdere, der kommer ind eller ud af fabrikken. Hvordan det kan være, finder Charlie ud af, da han besøger fabrikken sammen med en gruppe af andre børn, som også har vundet en rundvisning.
| Bog | Spire Denne artikel om bøger og tidsskrifter er en spire som bør udbygges. Du er velkommen til at hjælpe Wikipedia ved at udvide den. |